# 普沃尼亞河
53°24′08″N 14°39′22″E / 53.40222°N 14.65611°E

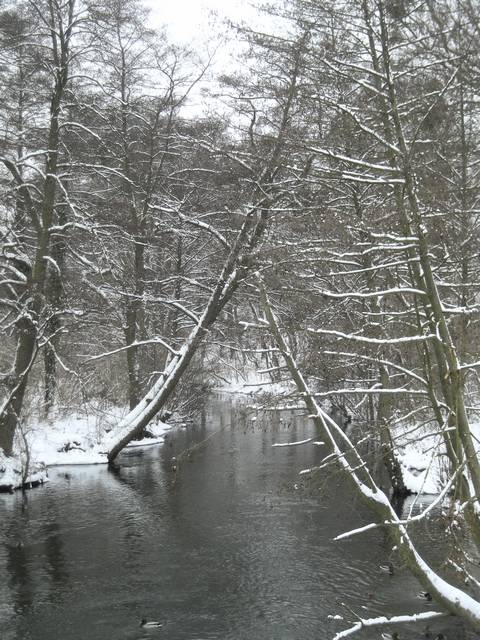

普沃尼亞河是波蘭的河流，位於該國西北部，處於西波美拉尼亞省，屬於奧得河的右支流，河道全長74公里，流域面積1,101平方公里，發源自巴爾利內克以南，最終注入棟別湖。